# 矮新星

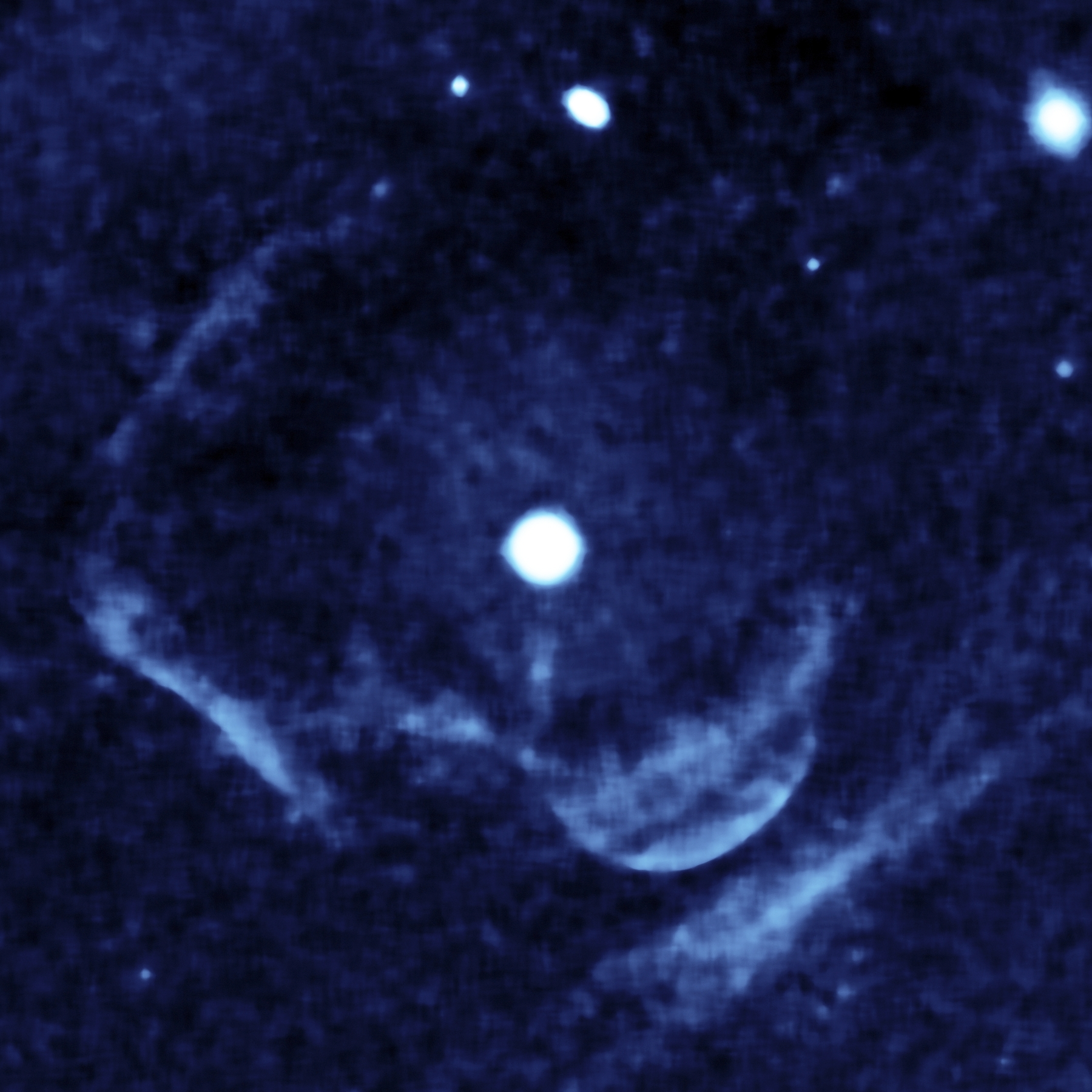
矮新星

矮新星，或雙子座U型變星是激變變星的一種，是有來自伴星的物質堆積的吸積盤和白矮星的聯星系統。它們與傳統的新星相似，雖然都有白矮星週期性的爆發介入，但是機制是不同的：傳統的新星是因為累積的氫融合和爆發，而矮新星是因為吸積盤的不穩定。當盤中的氣體達到臨界溫度時，會造成黏滯性的改變，導致盤的崩潰而墜落至白矮星上，釋放出大量的重力位能。 
矮新星還有其它與傳統新星不同的特徵：它們的光度低，和從數天至數十天的週期。爆發時增加的的光度和再現的間隔與軌道週期有關；哈伯太空望遠鏡近來的研究認為後者（軌道週期）的關係可能使矮新星成為測量宇宙尺度距離有效的標準燭光。 ,(S&T) 
雙子座U(UG)有三種子分類：
1. 天鵝座SS (UGSS)：V光度會在1-2天內增加2-6星等，並且在之後的幾天內回到原來的光度。
2. 大熊座SU (UGSU)：在正常爆發之外，有更明亮和更長期的"超級極大"爆發，或是"超級爆發"。大熊座SU還包括大熊座ER和天箭座WZ兩種次級類型[2]。
3. 鹿豹座Z(UGZ)：會在一個比峰質光度略低的特定光度上暫時停留一段時間的矮新星。

## 外部連結
- Spaceflight Now:  "New Method of Estimated Dwarf Novae Distances", 5/30/03.  (Accessed 4/17/06) （页面存档备份，存于）